# 亞洲劇台電視劇集列表 (2020年)
本列表列出2020年由香港myTV SUPER亞洲劇台（4月5日前稱為日劇台）所播放的劇集。

## 往年節目
羋月傳、童心四姊妹、遺留搜查5、紅高粱、女醫·明妃傳、笑天家、雛鳥、逃亡花、初戀那一天所讀的故事、神速偵探、有家可歸的戀人、禿鷹、我要準時放工!女醫神Doctor X 6、集團左遷!!、捷徑、不眠的真珠、和歌子酒3、孤獨的美食家6、大長今